# Marina Ovsiannikova
Marina Ovsiannikova (ryska: Марина Овсянникова), född Tkatjuk (ryska: Ткачук) den 19 juni 1978 i Odessa, är en rysk tv-producent. Hon har tidigare arbetat på tv-kanalen Pervyj Kanal (Kanal ett). 
Hon väckte uppmärksamhet runt om i världen den 14 mars 2022 när hon protesterade mot Rysslands invasion av Ukraina, under det direktsända tv-programmet Vremja, genom att hålla upp en skylt med antikrigsbudskap. Handlingen fick först spridning via sociala medier, och togs senare upp av etablerade medier runtom i världen.
På grund av handlingen häktades hon och riskerar fängelse.[uppföljning saknas]

## Biografi
Ovsiannikovas far är från Ukraina och hennes mor från Ryssland. Hon har en journalistexamen från universitetet i Kuban, liksom från Ryska presidentakademin för nationalekonomi och offentlig förvaltning. Hon arbetade för TV-produktionsbolaget VGTRK, och i synnerhet kanalen Pervyj kanal.
Hon har också varit värd för ett sportprogram på Kuban TV, där hon bland annat har pratat om sin kärlek till Rysslands herrlandslag i fotboll, men sin bristande förståelse för damfotboll.
Ovsiannikova har varit gift med en anställd vid RT, som hon har två barn med.

### Protest 2022

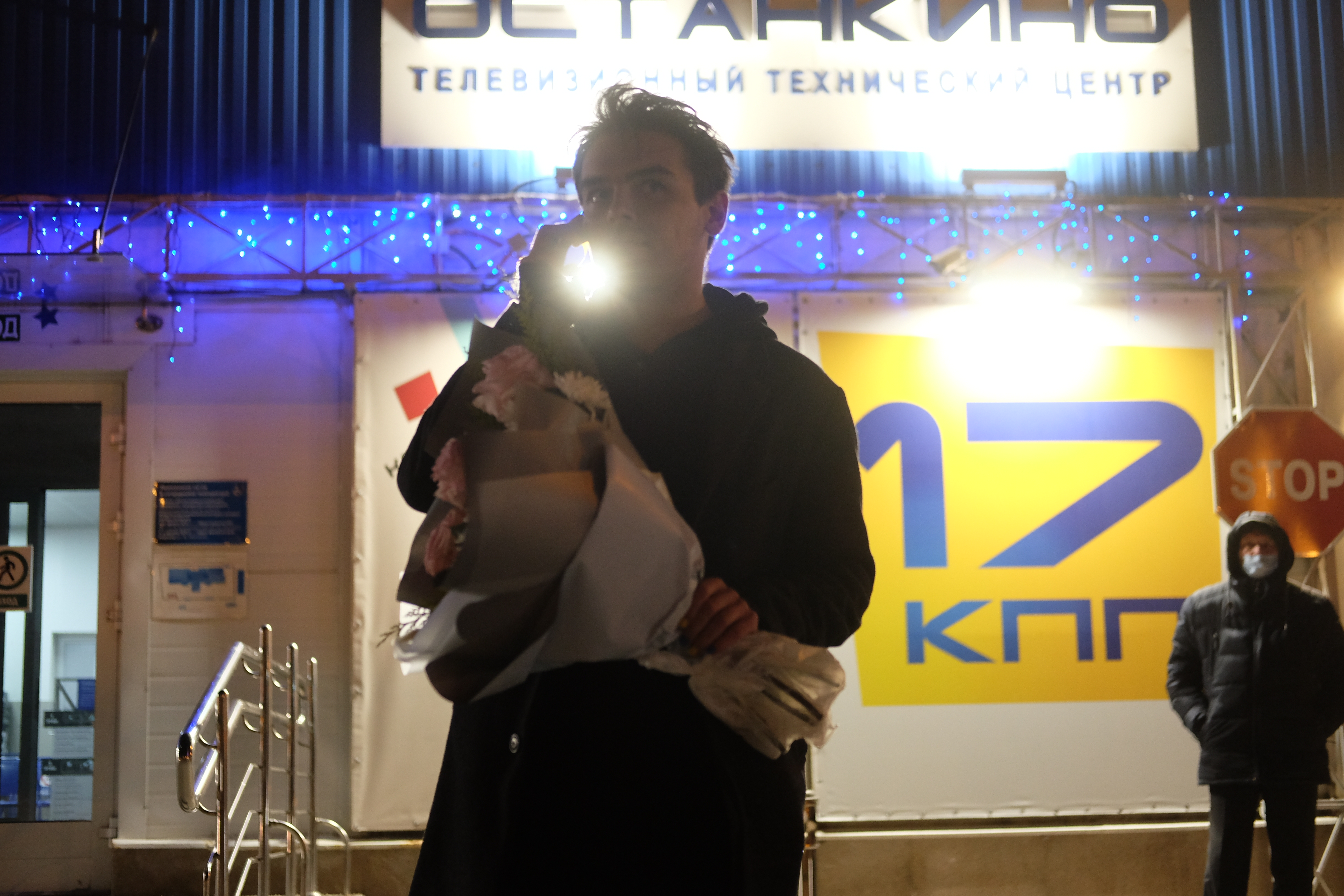
En rysk aktivist väntar på Ovsiannikova utanför TV-huset för att visa sitt stöd.

Den 14 mars 2022 genomförde Ovsiannikova en aktivisthandling under tv-programmet Vremja. Under sändningen, som handlade om den ryska invasionen av Ukraina 2022, framträdde hon bakom nyhetsankaret med en affisch, som innehöll texten "Nej till krig. Tro inte på propagandan, här ljuger de för dig. Undertecknad, ryssarna emot kriget" (där underskriften var författad på engelska). Efter några sekunder stoppades sändningen, och Marina Ovsiannikova arresterades, anklagad för att ha "förtalat Rysslands väpnade styrkor". Den inspelade sändningen är inte tillgänglig för nedladdning, vilket är ovanligt för just den tv-kanalen. Kanalen påbörjade även en internutredning av händelsen.
Innan hon utförde denna handling, med vetskapen om att hon skulle utsätta sig själv för fara genom att göra det, spelade hon in en video där hon uppmanade ryssar att protestera mot kriget. I videon sade hon även att hon skämdes över att arbeta för den ryska regimens propaganda till förmån för kriget. Hon sade också att hennes far är ukrainare. Både aktionen och den förklarande videon spreds på sociala medier som Telegram och Twitter efter händelsen. Den uppmärksammades bland annat av Aleksej Navalnyjs talespersoner.

#### Arrestering
Efter 14 timmar av förhör släpptes hon den 15 mars 2022 från häkte, med en bot på 30 000 rubel (motsvarande omkring 2 800 kronor). På grund av den nya lag från 4 mars enligt vilken spridandet av "fake news" om Rysslands armé kan leda till upp till 15 års fängelse, riskerar hon dock fortfarande fängelse.
I en intervju med Der Spiegel sa hon att hennes liv har förändrats mycket på grund av aktivisthandlingen, men att hon är nöjd med att ha kunnat uttrycka sin åsikt, liksom att andra journalister har följt hennes exempel.

#### Nationella och internationella reaktioner
Dmitrij Peskov, talesperson för Kreml, kallade dock hennes protest för "huliganism", vilket är ett brott enligt rysk lag. Novaja Gazeta publicerade ett fotogram av handlingen, där texten på skylten var utsuddad. Från andra håll i Ryssland fick hon dock stöd, bland annat från statsvetaren Abbas Galliamov, Radio Libertys Danila Galperovitj, nationalekonomen Andrej Netjajev samt Aleksej Navalnyjs talesperson Kira Jarmysj liksom Navalnyjs medarbetare Ljubov Sobol. Hon har också fått stöd från oppositionella som Lev Schlossberg, Dmitrij Gudkov och Ilja Jasjin. Journalisten Timofei Dziadko har jämfört Ovsiannikovas handling med den sovjetiska dissidenten Natalia Gorbanevskajas manifestation från 25 augusti 1968.
Ukrainas president Volodymyr Zelenskyj hyllade Ovsiannikovas protest, och menade att hon "berättade sanningen". Frankrikes president Emmanuel Macron å sin sida tillkännagav att Frankrike skulle ta initiativ för att skydda Ovsiannikova, antingen via ambassaden eller genom att erbjuda asyl. Han sa även att han skulle diskutera hennes situation med Rysslands president Vladimir Putin. Ovsiannikova tackade dock nej till erbjudandet om asyl, eftersom hon inte vill lämna Ryssland.
Den 11 april 2022 meddelade tyska Die Welt:s vd Axel Springer att man anställt Ovsiannikova som korrespondent. Hon kommer att rapportera för tidningen Welt såväl som för Welts TV-nyhetskanal, inklusive från Ukraina och Ryssland.